# Roma (2018)
Roma is een Mexicaans-Amerikaanse zwart-witfilm uit 2018, geschreven, gefilmd en geregisseerd door Alfonso Cuarón.

## Verhaal
De film volgt Cleo, een jonge, Mixteekse huishoudster in een familie uit de middenklasse in Mexico City tijdens de jaren 1970.

## Rolverdeling
| Acteur           | Personage  |
| ---------------- | ---------- |
| Marina de Tavira | Sra. Sofía |
| Marco Graf       | Pepe       |
| Yalitza Aparicio | Cleo       |
| Daniela Demesa   | Sofi       |
| Enoc Leaño       | Politicus  |

## Achtergrond
De titel Roma hint naar de gouden periode van de Italiaanse cinema, het neorealisme van grootmeesters Rossellini (Roma città aperta, 1945) en De Sica, die de ‘gewone mens’ portretteerden. Maar de naam is allereerst het Roma van Mexico-Stad, de wijk waar Cuarón opgroeide.

## Productie
Op 8 september 2016 kondigde Alfonso Cuarón zijn nieuwste project aan over een Mexicaanse familie in de jaren 1970.
Toen Cuaróns vaste cameraman Emmanuel "Chivo" Lubezki onvoorzien wegviel, besloot Cuarón voor de eerste maal zelf achter de camera plaats te nemen.
De productie van de film begon in de herfst van 2016 voor het productiehuis Esperanto Filmoj (Esperanto Films)
In april 2018 kwamen de distributierechten in handen van Netflix.

## Release
Roma ging op 30 augustus 2018 in première op het Filmfestival van Venetië.

## Ontvangst

### Recensies
De film kreeg hoofdzakelijk positieve kritieken van de filmcritici. Op Rotten Tomatoes gaf 96% van de 337 recensenten de film een positieve recensie, met een gemiddelde score van 9/10. Website Metacritic kwam tot een score van 96/100, gebaseerd op 50 recensies.
De Volkskrant gaf de film 5 sterren en schreef: "Cuarón betovert en verrast de kijker met subtiele details en herkenbaar menselijk geworstel." NRC gaf de film eveneens 5 sterren en schreef: "Schitterende scènes combineren lyriek met het alledaagse."
Slavoj Žižek schreef dat de film om de verkeerde redenen positief werd ontvangen. Hij stelt dat de meeste aandacht uitgaat naar Cleo's goedheid, en dat veel mensen de film zien als een 'eerbetoon aan Cleo'. Zelf ziet hij meerdere subtiele aanwijzingen die impliceren dat Cleo's goedheid ook haar valkuil is. Door alles wat Cleo in de film meemaakt, stelt hij dat het einde van de film mogelijk het begin is van Cleo's klassenbewustzijn en dat dit de eerste stap is zich te bevrijden van haar ketenen.

### Prijzen en nominaties
| Jaar | Prijs                        | Categorie                    | Genomineerde(n)              | Uitslag     |
| ---- | ---------------------------- | ---------------------------- | ---------------------------- | ----------- |
| 2018 | Filmfestival van Venetië     | Gouden Leeuw                 | Gouden Leeuw                 | Gewonnen    |
| 2018 | Filmfestival van Venetië     | SIGNIS Award                 | Alfonso Cuarón               | Gewonnen    |
| 2018 | National Board of Review     | Top 10 films                 | Top 10 films                 | Gewonnen    |
| 2018 | New York Film Critics Circle | Beste film                   | Beste film                   | Gewonnen    |
| 2018 | New York Film Critics Circle | Beste regie                  | Alfonso Cuarón               | Gewonnen    |
| 2018 | New York Film Critics Circle | Beste camerawerk             | Alfonso Cuarón               | Gewonnen    |
| 2019 | Golden Globes                | Beste niet-Engelstalige film | Beste niet-Engelstalige film | Gewonnen    |
| 2019 | Golden Globes                | Beste regie                  | Alfonso Cuarón               | Gewonnen    |
| 2019 | Golden Globes                | Beste scenario               | Alfonso Cuarón               | Genomineerd |
| 2019 | Critics' Choice Awards       | Beste film                   | Beste film                   | Gewonnen    |
| 2019 | Critics' Choice Awards       | Beste niet-Engelstalige film | Beste niet-Engelstalige film | Gewonnen    |
| 2019 | Critics' Choice Awards       | Beste regie                  | Alfonso Cuarón               | Gewonnen    |
| 2019 | Critics' Choice Awards       | Beste actrice                | Yalitza Aparicio             | Genomineerd |
| 2019 | Critics' Choice Awards       | Beste originele scenario     | Alfonso Cuarón               | Genomineerd |
| 2019 | Critics' Choice Awards       | Beste camerawerk             | Alfonso Cuarón               | Gewonnen    |
| 2019 | Critics' Choice Awards       | Beste productieontwerp       | Eugenio Caballero            | Genomineerd |
| 2019 | Critics' Choice Awards       | Beste montage                | Alfonso Cuarón, Adam Gough   | Genomineerd |
| 2019 | BAFTA Awards                 | Beste film                   | Beste film                   | Gewonnen    |
| 2019 | BAFTA Awards                 | Beste niet-Engelstalige film | Beste niet-Engelstalige film | Gewonnen    |
| 2019 | BAFTA Awards                 | Beste regie                  | Alfonso Cuarón               | Gewonnen    |
| 2019 | BAFTA Awards                 | Beste originele scenario     | Alfonso Cuarón               | Genomineerd |
| 2019 | BAFTA Awards                 | Beste camerawerk             | Alfonso Cuarón               | Gewonnen    |
| 2019 | BAFTA Awards                 | Beste productieontwerp       | Eugenio Caballero            | Genomineerd |
| 2019 | BAFTA Awards                 | Beste montage                | Alfonso Cuarón, Adam Gough   | Genomineerd |
| 2019 | Academy Awards               | Beste film                   | Beste film                   | Genomineerd |
| 2019 | Academy Awards               | Beste niet-Engelstalige film | Beste niet-Engelstalige film | Gewonnen    |
| 2019 | Academy Awards               | Beste regie                  | Alfonso Cuarón               | Gewonnen    |
| 2019 | Academy Awards               | Beste actrice                | Yalitza Aparicio             | Genomineerd |
| 2019 | Academy Awards               | Beste actrice in een bijrol  | Marina de Tavira             | Genomineerd |
| 2019 | Academy Awards               | Beste originele scenario     | Alfonso Cuarón               | Genomineerd |
| 2019 | Academy Awards               | Beste camerawerk             | Alfonso Cuarón               | Gewonnen    |
| 2019 | Academy Awards               | Beste productieontwerp       | Eugenio Caballero            | Genomineerd |
| 2019 | Academy Awards               | Beste geluidsmontage         | Beste geluidsmontage         | Genomineerd |
| 2019 | Academy Awards               | Beste geluidsmix             | Beste geluidsmix             | Genomineerd |